# 2021年至2022年德国足协杯
2021年至2022年德国足协杯（德語：DFB-Pokal 2021/22）是采取淘汰制的德国足协杯的第79届赛事。这项赛事由德国足球协会运营，它被视为继德国足球甲级联赛之后，德国足球第二重要的俱乐部锦标。共有64支球队参与本届赛事角逐，其中包括参加了上一赛季德甲和德乙的所有俱乐部。六圈赛事定于2021年8月6日揭幕，至2022年5月21日结束，决赛将在柏林奥林匹克体育场举行，这座名副其实的中立场地自1985年以来一直承办决赛。本届赛事的卫冕冠军为德甲球队普鲁士多特蒙德，它们在去季决赛中以4比1击败了RB莱比锡。
德国足协杯的优胜者将自动获得2022-23赛季欧洲联赛分组赛阶段的参赛资格。若优胜球队已通过德甲排名取得欧洲冠军联赛的参赛资格，那么该欧洲联赛资格将由德甲第六名球队获得，而德甲第七名球队将顺延参加欧洲联赛的第二轮资格赛。优胜球队还将在下赛季初主办2022年德国超级杯，并将对阵2021-22赛季德甲冠军。

## 赛制

### 参赛资格
德国足协杯是以64支球队开始角逐。去季德甲和德乙的全部36支球队，以及德丙的前四名球队自动获得参赛资格。剩余的名额中有21个给予各地区足球协会，即地区足协杯冠军。最后的3个名额，则给予三个拥有最多男子球队的地区协会，当前为巴伐利亚、下萨克森和威斯特法伦。其中下萨克森的名额是给予下萨克森杯亚军；而巴伐利亚及威斯特法伦的名额分别给予巴伐利亚地区联赛和威斯特法伦高级联赛中表现最好的业余俱乐部。由于每支球队都有权参加地方赛事以争取从各地足协杯突围，因此原则上每支球队都可以竞争德国足协杯。预备队不允许参赛，因此不会出现同一协会或组织有两支相同球队参赛的情况。

### 抽签
不同的轮次将按照如下规则进行抽签：
在第一轮，参赛球队将被分成两个档次的各32支球队。第一档包括通过地区杯赛晋级的球队、德丙联赛的前四名球队和德乙联赛的后四名球队。这一档次的每支球队都将被抽至对阵第二档次球队，后者包括所有剩余的职业球队。在此过程中，第一档球队将被设定为主场作战。
两档方案也适用于第二轮，晋级的德丙球队以及/或业余球队分为第一档，而其它晋级的职业球队则分在第二档。然而根据第一轮的结果，此时的分档并不需要具有相同的数量。一旦第一档出现空缺，剩余的对阵将在第二档球队中进行抽签，先被抽出的球队将进行主场作战。
对于再往后的轮次或决赛，将归为同一个档次进行抽签。任何晋级的德丙球队以及/或业余球队将成为主队——如果他们抽中的是职业球队。而在其他情况下，先被抽出的球队将进行主场作战。
决赛将在柏林奥林匹克体育场作为中立场地举行。首场半决赛的胜者会被视为“主队”，可优先选择出赛球衣。

### 比赛规则
比赛时间为90分钟，分为各45分钟的两个半场进行。若90分钟的常规比赛内战成平局，则需进行两个半场为期15分钟的加时赛；若加时赛仍未分出胜负，则需进行点球大战决胜。首先主罚点球的球队将通过掷硬币决定。每队共有7名球员允许出现在替补席，常规时间内最多可换3人。经IFBA于2016年批准后，作为试点项目的一部分，允许在加时赛使用第4个换人名额。从四分之一决赛开始，德国足协杯的所有比赛场次都将使用视频助理裁判（VAR）。尽管技术上可行，VAR却不会在四分之一决赛前用于德甲球队的主场比赛，以便为所有的比赛提供统一的方针。

### 红黄牌
若球员在赛事期间累计获得5张黄牌，则将在下一场比赛中停赛。若球员在单场比赛中累计两张黄牌被罚下场，也将在下一场比赛中停赛。若球员在单场比赛中被红牌罚下，则将视情况而定被禁赛至少一场。

### 冠军资格
德国足协杯的冠军将自动获得来季欧洲联赛分组赛阶段的参赛资格。如果它已通过德甲联赛的排名入围更高级别的欧洲冠军联赛，其资格将授予联赛第六名；而欧洲联赛第三轮资格赛的资格则顺延授予联赛第七名。足协杯冠军还将在来季初期获得德国超级杯的主办权，对阵去季德甲联赛冠军——除非同一支球队同时赢得德甲联赛和德国足协杯，实现双冠王。在这种情况下，其资格将授予德甲联赛亚军。

## 参赛球队
以下64支球队获得了本届德国足协杯的参赛资格：
| 德甲 18支球队来自2020–21赛季 | 德乙 18支球队来自2020–21赛季 | 德丙 前四名球队来自2020–21赛季 |
| - 奥格斯堡 - 柏林赫塔 - 柏林联 - 阿米尼亚比勒费尔德 - 云达不来梅 - 普鲁士多特蒙德 - 和睦法兰克福 - 弗赖堡 - 霍芬海姆1899 - 科隆 - RB莱比锡 - 拜耳勒沃库森 - 美因茨05 - 普鲁士门兴格拉德巴赫 - 拜仁慕尼黑 - 沙尔克04 - 斯图加特 - 沃尔夫斯堡 | - 厄尔士山奥厄 - 波鸿 - 和睦不伦瑞克 - 达姆施塔特98 - 福尔图娜杜塞尔多夫 - 格罗伊特菲尔特 - 汉堡 - 汉诺威96 - 海登海姆 - 卡尔斯鲁厄 - 荷尔斯泰因基尔 - 纽伦堡 - 奥斯纳布吕克 - 帕德博恩07 - 雅恩雷根斯堡 - 桑德豪森 - 圣保利 - 维尔茨堡踢球者 | - 德累斯顿迪纳摩 - 汉莎罗斯托克 - 慕尼黑1860 - 因戈尔施塔特04 |
| 地区足协代表 21个协会的24支球队（主要）来自2020年至2021年地方足协杯 | | |
| 巴登 - 瓦德霍夫曼海姆 巴伐利亚 - 慕尼黑土耳其力量 (CW) - 拜罗伊特(LC) 柏林 - 柏林迪纳摩 勃兰登堡 - 巴贝尔斯贝格03 不来梅 - 不来梅 汉堡 - 和睦诺德施泰特 黑森 - 韦恩威斯巴登                                                                 | 下莱茵 - 伍珀塔尔 下萨克森 - 梅彭 (3L/RL) - VfL奥尔登堡（Am.） 梅克伦堡-前波美拉尼亚 - 格赖夫斯瓦尔德 中莱茵 - 维多利亚科隆 莱茵兰 - 红白科布伦茨 萨尔兰 - 埃尔沃斯贝格 萨克森 - 莱比锡火车头                                                 | 萨克森-安哈尔特 - 马格德堡 石勒苏益格-荷尔斯泰因 - 魏谢弗伦斯堡 南巴登 - 菲林根 西南 - 凯泽斯劳滕 图林根 - 卡尔蔡司耶拿 威斯特法伦 - 洛特体育之友(CW) - 普鲁士明斯特 （RL） 符腾堡 - 乌尔姆1846 |

## 日程表

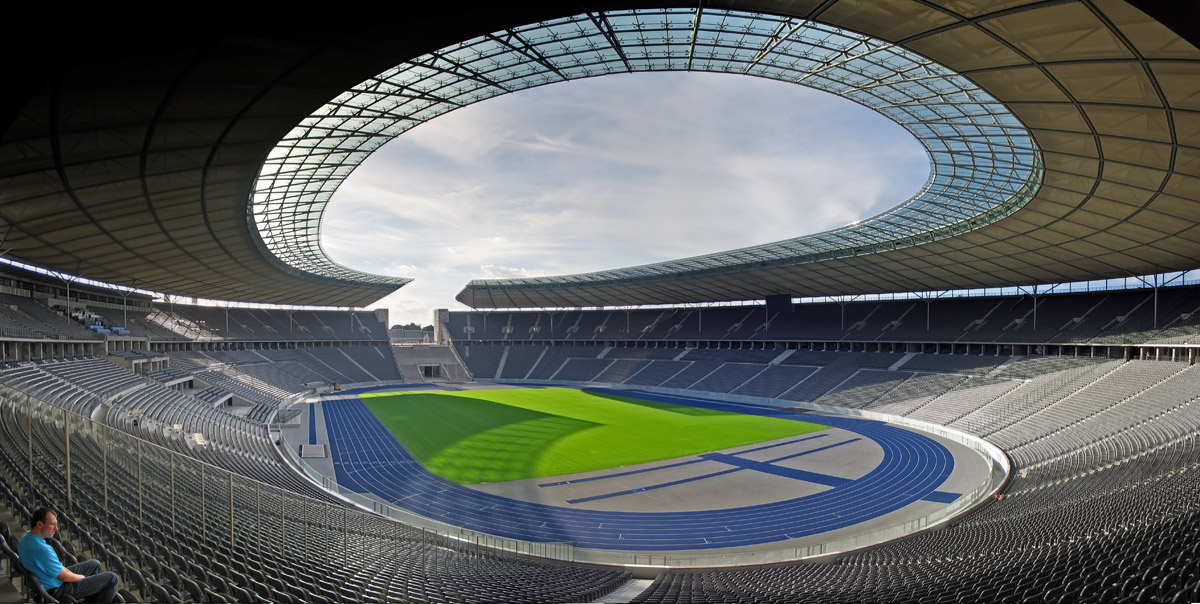
位于柏林的奥林匹克体育场将承办决赛

除非另有说明，所有抽签一般都将于每一轮后的周日傍晚18:00在多特蒙德的德国足球博物馆举行。德国电视一台的“体育纵览”栏目会对每轮抽签进行现场直播。从四分之一决赛开始，女子德国足协杯的抽签也将同时进行。
2021-22赛季的比赛轮次时间安排如下：
| 阶段         | 抽签日期             | 比赛日期                          |
| ------------ | -------------------- | --------------------------------- |
| 第一圈       | 2021年7月4日，18:30  | 2021年8月6－9日                   |
| 第二圈       | 2021年8月29日，18:30 | 2021年10月26－27日                |
| 八分之一决赛 | 2021年10月31日       | 2022年1月18－19日                 |
| 四分之一决赛 | 2022年1月23日        | 2022年3月1－2日                   |
| 半决赛       | 2022年3月6日         | 2022年4月19－20日                 |
| 决赛         | 2022年3月6日         | 2022年5月21日于柏林奥林匹克体育场 |

## 比赛
总共将进行63场比赛，从2021年8月6日的第一圈开始，到2022年5月21日在柏林奥林匹克体育场举行的决赛为止。
2021年10月30日之前和2022年3月27日之后的时间为欧洲中部夏令时间（UTC+2）。2021年10月31日至2022年3月26日的时间为欧洲中部时间（UTC+1）。

### 第一圈
第一圈抽签仪式于2021年7月4日的18:30，即“体育纵览”栏目的播出时段在多特蒙德的德国足球博物馆举行。仪式由前足球员暨时任ARD专家托马斯·布罗伊希担任抽签嘉宾。柏林足球协会具有一个中立的签位，因其登记的参赛球队为柏林迪纳摩；然而，另一家俱乐部蓝白柏林于2021年7月1日对此决定向德国足协联邦法院提出了上诉，上诉于2021年7月26日才被驳回。全部三十二场比赛本应于2021年8月6日至9日举行。但由于官方下令对不来梅采取强制隔离措施，原定于8月6日进行的不来梅与拜仁慕尼黑的比赛被迫推迟至8月25日。
普鲁士明斯特对与沃尔夫斯堡的加时赛中以1比3失利的赛果提出抗议，因为沃尔夫斯堡在比赛中完成了6次换人，而不是规则所允许的5次。
| 2021年8月6日 | 德累斯顿迪纳摩          | 2–1  | 帕德博恩07   | 德累斯顿                                                        |
| 20:45        | - 克尼平 54' - 卡德 88' | 報告 | - 米歇尔 60' | 場館： 鲁道夫·哈比希体育场 入場人數： 12,702 ： 克里斯托弗·京施 |

| 2021年8月6日                            | 慕尼黑1860 | 1–1 (加時) (5–4 )                                | 达姆施塔特98     | 慕尼黑                                                          |
| 20:45                                   | - 75'      | 報告                                             | - 普法伊费尔 80' | 場館： 市立绿森林街畔体育场 入場人數： 4,158 ： 托比亚斯·赖歇尔 |
|                                         |            |                                                  |                  |                                                                 |
| - 塔利希 - 德雷塞尔 - 施陶德 - 萨尔格尔 |            | - 普法伊费尔 - 霍兰德 - 施内尔哈特 - 马努 - 蒂茨 |                  |                                                                 |

| 2021年8月7日 | 魏谢弗伦斯堡      | 2–4 (加時) | 荷尔斯泰因基尔                               | 弗伦斯堡                                                         |
| 15:30        | 赫尔曼 104', 110' | 報告       | - 94'（） - 桑德尔 105' - 雷泽 120' - 120+2' | 場館： 曼弗雷德·韦尔纳体育场 入場人數： 1,700 ： 弗兰克·维伦博格 |

| 2021年8月7日 | 莱比锡火车头 | 0–3  | 拜耳勒沃库森        | 莱比锡                                                         |
| 15:30        |              | 報告 | - 5'（）, 87' - 14' | 場館： 布鲁诺·普拉赫体育场 入場人數： 6,185 ： 弗洛里安·莱希纳 |

| 2021年8月7日 | 桑德豪森 | 0–4  | RB莱比锡                       | 桑德豪森                                                     |
| 15:30        |          | 報告 | - 19' - 海达拉 45' - 59' - 81' | 場館： 哈德特森林BWT体育场 入場人數： 4,067 ： 丹尼尔·施拉格 |

| 2021年8月7日 | 拜罗伊特                                               | 3–6  | 阿米尼亚比勒费尔德                                           | 拜罗伊特                                                          |
| 15:30        | - 科内塞维奇 14' - 马德雷尔 52' - 尼尔松 68'（乌龙球） | 報告 | - 劳尔森 11' - 28' - 拉斯梅 51', 85' - 尼尔松 73' - 昆策 79' | 場館： 汉斯·瓦尔特·维尔德体育场 入場人數： 5,000 ： 罗伯特·哈特曼 |

| 2021年8月7日 | 格赖夫斯瓦尔德                   | 2–4  | 奥格斯堡                                       | 格赖夫斯瓦尔德                                      |
| 15:30        | - 克内希特尔 2' - 约瓦诺维奇 69' | 報告 | - 温特尔 41' - 尼德莱希纳 52' - 延森 68' - 80' | 場館： 人民体育场 入場人數： 4,000 ： 马克斯·布尔达 |

| 2021年8月7日 | 奥斯纳布吕克              | 2–0  | 云达不来梅 | 奥斯纳布吕克                                                  |
| 15:30        | - 特拉普 45' - 克勒 90+6' | 報告 |            | 場館： 不来梅桥畔体育场 入場人數： 5,341 ： 帕特里克·伊特里希 |

| 2021年8月7日 | 和睦诺德施泰特 | 0–4  | 汉诺威96                                     | 诺德施泰特                                                           |
| 15:30        |                | 報告 | - 20' - 杜克施 45+1'（）, 63' - 穆斯利亚 65' | 場館： 埃德蒙德·普拉姆贝克体育场 入場人數： 745 ： 马蒂亚斯·约伦贝克 |

| 2021年8月7日 | 伍珀塔尔   | 1–2 (加時) | 波鸿         | 伍珀塔尔                                                  |
| 15:30        | 萨里奇 22' | 報告       | - 53' - 111' | 場館： 动物园畔体育场 入場人數： 4,490 ： 帕特里克·阿尔特 |

| 2021年8月7日 | 柏林迪纳摩 | 0–6  | 斯图加特                                                       | 柏林                                                      |
| 15:30        |            | 報告 | - 阿尔加迪乌 26' - 45+1' - 53' - 68' - 桑科 82' - 楚里诺夫 88' | 場館： 霍恩申豪森体育广场 入場人數： 3,500 ： 埃里克·穆勒 |

| 2021年8月7日 | 乌尔姆1846 | 0–1  | 纽伦堡   | 乌尔姆                                                |
| 18:30        |            | 報告 | 杜曼 79' | 場館： 多瑙体育场 入場人數： 6,743 ： 米夏埃尔·巴赫尔 |

| 2021年8月7日                                      | 巴贝尔斯贝格03          | 2–2 (加時) (5–4 )                          | 格罗伊特菲尔特           | 波茨坦                                                       |
| 18:30                                             | - 劳施 37' - 霍夫曼 70' | 報告                                       | - 赫尔戈塔 22'（） - 85' | 場館： 卡尔·李卜克内西体育场 入場人數： 3,030 ： 罗宾·布劳恩 |
|                                                   |                         |                                            |                          |                                                              |
| - 弗拉恩 - 韦格纳 - 莱拉 - 赖曼 - 莫拉维奇 - 丹科 |                         | - 塞古因 - 赫尔戈塔 - 巴里 - 萨尔佩 - 鲍尔 |                          |                                                              |

| 2021年8月7日 | 马格德堡      | 2–3  | 圣保利                 | 马格德堡                                             |
| 18:30        | 孔泰 31', 54' | 報告 | - 3', 58' - 梅迪奇 40' | 場館： MDCC竞技场 入場人數： 15,000 ： 罗伯特·施罗德 |

| 2021年8月7日 | 韦恩威斯巴登 | 0–3  | 普鲁士多特蒙德    | 威斯巴登                                              |
| 20:45        |              | 報告 | 26', 31'（）, 51' | 場館： 碧然德竞技场 入場人數： 4,882 ： 本亚明·科图斯 |

| 2021年8月8日 | 梅彭 | 0–1  | 柏林赫塔 | 梅彭                                                |
| 15:30        |      | 報告 | - 90+1'  | 場館： 亨施竞技场 入場人數： 6,000 ： 罗伯特·坎普卡 |

| 2021年8月8日                                                                                | 埃尔沃斯贝格           | 2–2 (加時) (7–8 )                                | 美因茨05  | 施皮森-埃尔沃斯贝格                                           |
| 15:30                                                                                       | 施内尔巴赫尔 73', 110' | 報告                                             | 89', 116' | 場館： 帝王椴乌萨医药竞技场 入場人數： 2,600 ： 托尔本·西韦尔 |
|                                                                                             |                        |                                                  |           |                                                               |
| - 施内尔巴赫尔 - 费尔豪尔 - 鲍姆格特尔 - 德拉贡 - 康拉德 - 拉普雷沃特 - 穆勒 - 冯皮霍夫斯基 |                        | - 尼亚卡特 - 施特格尔 - 博蒂乌斯 - 马丁 - 斯塔赫 |           |                                                               |

| 2021年8月8日                                | 卡尔蔡斯耶拿  | 1–1 (加時) (2–4 )      | 科隆       | 耶拿                                                               |
| 15:30                                       | 沃尔夫拉姆 5' | 報告                   | 斯希里 69' | 場館： 恩斯特·阿贝运动场 入場人數： 2,728 ： 弗洛里安·巴德施蒂布纳 |
|                                             |               |                        |            |                                                                    |
| - 厄斯特黑尔韦格 - 比格尔 - 德蒂迪斯 - 朗格 |               | - 伦佩勒 - 绍布 - 杜达 |            |                                                                    |

| 2021年8月8日 | 菲林根       | 1–4  | 沙尔克04                                   | 菲林根-施文宁根                                               |
| 15:30        | 普拉夫奇 31' | 報告 | - 17', 51' - 萨拉萨尔 49' - 米哈伊洛夫 79' | 場館： MS科技竞技场 入場人數： 4,992 ： 沃尔夫冈·哈斯尔贝格尔 |

| 2021年8月8日 | 瓦德霍夫曼海姆              | 2–0  | 和睦法兰克福 | 曼海姆                                                    |
| 15:30        | - 泽格特 48' - 博亚姆巴 52' | 報告 |              | 場館： 卡尔·本茨体育场 入場人數： 11,000 ： 萨沙·斯特格曼 |

| 2021年8月8日 | 红白科布伦茨 | 0–3  | 雅恩雷根斯堡                                 | 科布伦茨                                                  |
| 15:30        |              | 報告 | - 贝斯特 27' - 阿尔贝斯 31' - 贝祖赫科夫 68' | 場館： 上韦尔特体育场 入場人數： 1,350 ： 米特亚·斯特格曼 |

| 2021年8月8日 | 慕尼黑土耳其力量 | 0–1  | 柏林联 | 慕尼黑                                                      |
| 15:30        |                  | 報告 | 23'    | 場館： 市立绿森林街畔体育场 入場人數： 2,500 ： 马丁·彼得森 |

| 2021年8月8日 | VfL奥尔登堡 | 0–5  | 福尔图娜杜塞尔多夫                                                      | 奥尔登堡                                                |
| 15:30        |             | 報告 | - 亨宁斯 13', 61'（） - 阿贝斯 23'（乌龙球） - 26'（） - 希普诺斯基 70' | 場館： 行军路体育场 入場人數： 4,200 ： 斯文·雅布隆斯基 |

| 2021年8月8日 | 普鲁士明斯特 | 2–0 （判胜） 1–3 (加時) | 沃尔夫斯堡                     | 明斯特                                                    |
| 15:30 | 霍夫迈尔 74' | 報告                    | - 布雷卡洛 90' - 103' - 120+1' | 場館： 普鲁士体育场 入場人數： 6,703 ： 克里斯蒂安·丁格特 |
| 備註： 普鲁士明斯特通过加时赛以1–3落败。但由于沃尔夫斯堡在比赛中使用了六名替补，超过了规则允许的五名上限，因此在普鲁士明斯特提出申诉后被取消资格。 |              |                         |                                |                                                           |

| 2021年8月8日 | 和睦不伦瑞克 | 1–2  | 汉堡                        | 不伦瑞克                                              |
| 18:30        | 伊霍斯特 44' | 報告 | - 贾迈拉 29' - 格拉策尔 68' | 場館： 和睦体育场 入場人數： 6,167 ： 托比亚斯·维尔茨 |

| 2021年8月8日 | 维尔茨堡踢球者 | 0–1  | 弗赖堡 | 维尔茨堡                                                  |
| 18:30        |                | 報告 | 45'    | 場館： 福莱尔拉姆竞技场 入場人數： 2,820 ： 本亚明·布兰德 |

| 2021年8月8日 | 汉莎罗斯托克                                    | 3–2 (加時) | 海登海姆                 | 罗斯托克                                                   |
| 18:30        | - 迈因卡 57'（乌龙球） - 里祖托 94' - 蒙西 119' | 報告       | - 迈因卡 25' - 席默 108' | 場館： 波罗的海体育场 入場人數： 15,000 ： 阿尔内·阿尔宁克 |

| 2021年8月9日 | 因戈尔施塔特04           | 2–1  | 厄尔士山奥厄 | 因戈尔施塔特                                          |
| 18:30        | - 比尔比亚 6' - 卡亚 79' | 報告 | 措林斯基 67' | 場館： 奥迪体育公园 入場人數： 3,322 ： 丹尼尔·西伯特 |

| 2021年8月9日 | 维多利亚科隆                 | 2–3 (加時) | 霍芬海姆1899                 | 科隆                                                      |
| 18:30        | - 汉德勒 33' - 格雷格尔 102' | 報告       | - 27'（）, 107' - 达布尔 94' | 場館： 赫恩贝格体育公园 入場人數： 3,402 ： 弗朗茨·博科普 |

| 2021年8月9日 | 洛特体育之友 | 1–4  | 卡尔斯鲁厄                                     | 洛特                                                  |
| 18:30        | 布劳尔 72'   | 報告 | - 施洛伊泽纳 44' - 50' - 考夫曼 58' - 奎托 79' | 場館： 洛特互通体育场 入場人數： 5,000 ： 莉姆·侯赛因 |

| 2021年8月9日 | 凯泽斯劳滕 | 0–1  | 普鲁士门兴格拉德巴赫 | 凯泽斯劳滕                                                     |
| 20:45        |            | 報告 | 11'                  | 場館： 弗里茨·瓦尔特体育场 入場人數： 5,000 ： 哈尔姆·奥斯默斯 |

| 2021年8月25日 | 不来梅 | 0–12 | 拜仁慕尼黑 | 不来梅                                                       |
| 20:15         |        | 報告 | - 舒波-莫廷 8', 28', 35', 82' - 穆西亚拉 16', 48' - 瓦姆 27'（乌龙球） - 蒂尔曼 47' - 萨内 65' - 屈桑斯 80' - 萨尔 86' - 托利索 88' | 場館： 住房投资威悉体育场 入場人數： 10,093 ： 尼古拉斯·温特 |

### 第二圈
第二圈抽签仪式于2021年8月29日的18:30，即“体育纵览”栏目的播出时段在多特蒙德的德国足球博物馆举行。仪式由前德国国脚暨2012年德国足协杯冠军成员担任抽签嘉宾，而前德国划艇运动员暨奥运会金牌得主罗纳德·劳厄则担任抽签嘉宾。全部十六场比赛将于2021年10月26日至27日举行。
| 2021年10月26日 | 普鲁士明斯特 | 1–3  | 柏林赫塔                | 明斯特                                                   |
| 18:30          | 德特斯 41'   | 報告 | - 3' - 79' - 里希特 83' | 場館： 普鲁士体育场 入場人數： 11,037 ： 弗兰克·维伦博格 |

| 2021年10月26日 | 巴贝尔斯贝格03 | 0–1  | RB莱比锡 | 波茨坦                                                         |
| 18:30          |                | 報告 | 45'      | 場館： 卡尔·李卜克内西体育场 入場人數： 6,218 ： 本亚明·科图斯 |

| 2021年10月26日 | 慕尼黑1860 | 1–0  | 沙尔克04 | 慕尼黑                                                         |
| 18:30          | 5'         | 報告 |          | 場館： 市立绿森林街畔体育场 入場人數： 15,000 ： 罗伯特·坎普卡 |

| 2021年10月26日 | 霍芬海姆1899                                                                 | 5–1  | 荷尔斯泰因基尔 | 辛斯海姆                                                |
| 18:30          | - 范登贝格 3'（乌龙球） - 瓦尔 31'（乌龙球） - 施蒂勒 59' - 达布尔 72' - 84' | 報告 | - 47'          | 場館： 普里赛罗竞技场 入場人數： 5,033 ： 罗伯特·哈特曼 |

| 2021年10月26日 | 普鲁士多特蒙德 | 2–0  | 因戈尔施塔特04 | 多特蒙德                                                       |
| 20:00          | 72', 81'       | 報告 |                | 場館： 西格纳伊度纳公园 入場人數： 28,000 ： 马蒂亚斯·约伦贝克 |

| 2021年10月26日                                   | 奥斯纳布吕克                   | 2–2 (加時) (2–3 )            | 弗赖堡                         | 奥斯纳布吕克                                               |
| 20:45                                            | - 古加尼希 90+7' - 克拉斯 109' | 報告                         | - 格里福 33' - 施洛特贝克 120' | 場館： 不来梅桥畔体育场 入場人數： 12,000 ： 罗伯特·施罗德 |
|                                                  |                                |                              |                                |                                                            |
| - 克莱因汉斯尔 - 克拉斯 - 古加尼希 - 伊特 - 伍滕 |                                | - 赫勒 - 施洛特贝克 - 郑优营 |                                |                                                            |

| 2021年10月26日             | 纽伦堡   | 1–1 (加時) (2–4 )        | 汉堡       | 纽伦堡                                                          |
| 20:45                      | 杜曼 59' | 報告                     | 达维德 45' | 場館： 马克斯·莫洛克体育场 入場人數： 20,000 ： 巴斯蒂安·丹克特 |
|                            |          |                          |            |                                                                 |
| - 杜曼 - 滕佩尔曼 - 索伦森 |          | - 金松比 - 松劳 - 达维德 |            |                                                                 |

| 2021年10月26日 | 美因茨05           | 3–2 (加時) | 阿米尼亚比勒费尔德  | 美因茨                                               |
| 20:45          | - 53' - 59' - 114' | 報告       | - 奧川雅也 2' - 89' | 場館： 美瓦竞技场 入場人數： 10,000 ： 萨沙·斯特格曼 |

| 2021年10月27日 | 瓦德霍夫曼海姆 | 1–3 (加時) | 柏林联                            | 曼海姆                                                    |
| 18:30          | 罗西帕尔 4'    | 報告       | - 贝伦斯 18', 118' - 阿沃尼伊 94' | 場館： 卡尔·本茨体育场 入場人數： 15,000 ： 本亚明·布兰德 |

| 2021年10月27日                                   | 波鸿              | 2–2 (加時) (5–4 )                | 奥格斯堡             | 波鸿                                                       |
| 18:30                                            | 潘托维奇 12', 53' | 報告                             | - 55' - 巴尔加斯 58' | 場館： 福诺菲亚鲁尔体育场 入場人數： 15,220 ： 马丁·彼得森 |
|                                                  |                   |                                  |                      |                                                            |
| - 雷治贝察伊 - 马绍维奇 - 布卢姆 - 波尔特 - 里曼 |                   | 進球 · 進球 · 進球 · 進球 · 射失 |                      |                                                            |

| 2021年10月27日 | 德累斯顿迪纳摩                        | 2–3 (加時) | 圣保利                                      | 德累斯顿                                                      |
| 18:30          | - 达费尔纳 66' - 齐莱斯 73'（乌龙球） | 報告       | - 帕恰拉达 63' - 迪特根 72' - 布赫特曼 101' | 場館： 鲁道夫·哈比希体育场 入場人數： 16,000 ： 斯文·瓦希茨基 |

| 2021年10月27日 | 拜耳勒沃库森 | 1–2  | 卡尔斯鲁厄             | 勒沃库森                                               |
| 18:30          | 弗林蓬 54'   | 報告 | - 奎托 5' - 崔景禄 63' | 場館： 拜耳竞技场 入場人數： 13,060 ： 托比亚斯·韦尔茨 |

| 2021年10月27日 | 汉诺威96                       | 3–0  | 福尔图娜杜塞尔多夫 | 汉诺威                                                     |
| 20:45          | - 柯克 30' - 拜尔 90+2', 90+5' | 報告 |                    | 場館： HDI竞技场 入場人數： 8,000 ： 弗洛里安·巴德施蒂布纳 |

| 2021年10月27日 | 普鲁士门兴格拉德巴赫                         | 5–0  | 拜仁慕尼黑 | 门兴格拉德巴赫                                         |
| 20:45          | - 科内 2' - 本塞拜尼 15', 21'（） - 51', 57' | 報告 |            | 場館： 普鲁士公园 入場人數： 48,500 ： 托比亚斯·施蒂勒 |

| 2021年10月27日                          | 雅恩雷根斯堡                                    | 3–3 (加時) (2–4 )      | 汉莎罗斯托克                           | 雷根斯堡                                              |
| 20:45                                   | - 辛格 71' - 兹瓦茨 90+1' - 布赖特克罗伊茨 101' | 報告                   | - 里德尔 9' - 曼巴 56' - 布赖尔 120+1' | 場館： 雅恩体育场 入場人數： 7,000 ： 托比亚斯·赖歇尔 |
|                                         |                                                 |                        |                                        |                                                       |
| - 韦克泽 - 布哈勒法 - 阿尔贝斯 - 古瓦拉 |                                                 | - 巴恩 - 马龙 - 布赖尔 |                                        |                                                       |

| 2021年10月27日 | 斯图加特 | 0–2  | 科隆     | 斯图加特                                                      |
| 20:45          |          | 報告 | 72', 77' | 場館： 梅赛德斯-奔驰竞技场 入場人數： 25,000 ： 德尼兹·艾泰金 |

### 八分之一决赛
八分之一决赛抽签仪式于2021年10月31日的18:30，即“体育纵览”栏目的播出时段在多特蒙德的德国足球博物馆举行。仪式由2021年欧洲洪水的受灾俱乐部阿尔河谷（SG Ahrtal）主席彼得·齐默曼担任抽签嘉宾——该俱乐部因洪灾而失去了四块运动场地；而前德国国脚暨2011年德国足协杯冠军成员则担任开签人。全部八场比赛将于2022年1月18日至19日举行。
| 2022年1月18日 | 慕尼黑1860 | 0–1  | 卡尔斯鲁厄       | 慕尼黑                                     |
| 18:30         |            | 報告 | 瓦尼切克 69'（） | 場館： 市立绿森林街畔体育场 ： 马丁·彼得森 |

| 2022年1月18日              | 科隆       | 1–1 (加時) (3–4 )                     | 汉堡         | 科隆                                                  |
| 18:30                      | 120+2'（） | 報告                                  | 格拉策尔 92' | 場館： 莱茵能源体育场 入場人數： 750 ： 丹尼尔·施拉格 |
|                            |            |                                       |              |                                                       |
| - 柳比契奇 - 杜达 - 凯因茨 |            | - 金松比 - 武什科维奇 - 贾迈拉 - 顺劳 |              |                                                       |

| 2022年1月18日 | 圣保利                        | 2–1  | 普鲁士多特蒙德 | 汉堡                                                    |
| 20:45         | - 阿芒伊多 4' - 40'（乌龙球） | 報告 | 58'（）        | 場館： 米勒门体育场 入場人數： 2,000 ： 哈尔姆·奥斯默斯 |

| 2022年1月18日 | 波鸿                               | 3–1  | 美因茨05 | 波鸿                                         |
| 20:45         | - 潘托维奇 56'（）, 59' - 勒文 80' | 報告 | - 36'    | 場館： 福诺菲亚鲁尔体育场 ： 菲利克斯·布里希 |

| 2022年1月19日 | 汉诺威96                        | 3–0  | 普鲁士门兴格拉德巴赫 | 汉诺威                                                   |
| 18:30         | - 拜尔 4', 51' - 克尔克 36'（） | 報告 |                      | 場館： HDI竞技场 入場人數： 500 ： 弗洛里安·巴德施蒂布纳 |

| 2022年1月19日 | RB莱比锡   | 2–0  | 汉莎罗斯托克 | 莱比锡                                                |
| 18:30         | - 6' - 82' | 報告 |              | 場館： 红牛竞技场 入場人數： 1,000 ： 斯文·雅布隆斯基 |

| 2022年1月19日 | 霍芬海姆1899  | 1–4  | 弗赖堡                                            | 辛斯海姆                                              |
| 20:45         | 53'（乌龙球） | 報告 | - 格里福 10', 36'（） - 沙德 55' - 德米罗维奇 68' | 場館： 普里赛罗竞技场 入場人數： 500 ： 罗伯特·施罗德 |

| 2022年1月19日 | 柏林赫塔                | 2–3  | 柏林联                                        | 柏林                                                    |
| 20:45         | - 54'（乌龙球） - 90+5' | 報告 | - 福格尔萨默 11' - 50'（乌龙球） - 克诺赫 55' | 場館： 奥林匹克体育场 入場人數： 3,000 ： 德尼兹·艾泰金 |

### 四分之一决赛
四分之一决赛抽签仪式于2022年1月30日的19:15，即“体育纵览”栏目的播出时段在多特蒙德的德国足球博物馆举行。仪式原计划由德国高山滑雪名宿费利克斯·诺伊罗伊特担任抽签嘉宾，后因感染新冠病毒而被迫缺席，改由前普鲁士多特蒙德球员、时任球场播音员的诺伯特·迪克尔入替；时任德国足协副主席的彼得·弗里穆特则担任开签人。
全部四场比赛将于2022年3月1日至2日举行。这是自2003-04赛季以来，首度有四支德乙球队入围四分之一决赛（当时还有一支来自第三级别联赛的球队霍芬海姆1899）。这也是继1965-66赛季和1996-97赛季之后，再次有两支来自汉堡的球队同时入围四分之一决赛。此外，这还是德国足协杯历史上第一次，过去29年的所有冠军都无法入围四分之一决赛。在四分之一决赛的参赛队中，仅有汉堡（三次夺冠，上次为1987年）、卡尔斯鲁厄（两次夺冠，上次为1956年）和汉诺威96（1992年夺冠）三支前冠军成员。
| 2022年3月1日 | 柏林联                          | 2–1  | 圣保利   | 柏林                                                               |
| 20:45        | - 贝克尔 45' - 福格尔萨默尔 75' | 報告 | 凯雷 21' | 場館： 老林务所畔体育场 入場人數： 10,000 ： 弗洛里安·巴德施蒂布纳 |

| 2022年3月2日                                | 汉堡                | 2–2 (加時) (3–2 )                     | 卡尔斯鲁厄       | 汉堡                                                       |
| 18:30                                       | 格拉策尔 52', 90+1' | 報告                                  | - 海泽 40' - 50' | 場館： 人民公园体育场 入場人數： 25,000 ： 菲利克斯·茨瓦尔 |
|                                             |                     |                                       |                  |                                                            |
| - 朔恩劳 - 法格诺曼 - 武什科维奇 - 格拉策尔 |                     | - 海泽 - 瓦尼切克 - 范赖因 - 奥肖内西 |                  |                                                            |

| 2022年3月2日 | 汉诺威96 | 0–4  | RB莱比锡               | 汉诺威                                              |
| 18:30        |          | 報告 | - 17', 22' - 67' - 73' | 場館： HDI竞技场 入場人數： 25,000 ： 马尔科·弗里茨 |

| 2022年3月2日 | 波鸿       | 1–2 (加時) | 弗赖堡                     | 波鸿                                       |
| 20:45        | 波尔特 64' | 報告       | 10,000 - 51' - 绍洛伊 120' | 場館： 福诺菲亚鲁尔体育场 ： 罗伯特·施罗德 |

### 半决赛
半决赛抽签仪式于2022年3月6日的18:00，即“体育纵览”栏目的播出时段在多特蒙德的德国足球博物馆举行。仪式由德国女子双人雪车奥运冠军劳拉·诺尔特担任抽签嘉宾；时任德国国家足球队主教练的汉斯-迪特·弗利克则担任开签人。两场半决赛分别于4月19及20日举行。
| 2022年4月19日 | 汉堡         | 1–3  | 弗赖堡                                     | 汉堡                                                     |
| 20:45         | 格拉策尔 88' | 報告 | - 彼得森 11' - 赫夫勒 17' - 格里福 35'（） | 場館： 人民公园体育场 入場人數： 57,000 ： 德尼兹·艾泰金 |

| 2022年4月20日 | RB莱比锡          | 2–1  | 柏林联     | 莱比锡                                                 |
| 20:45         | - 61'（） - 90+3' | 報告 | 贝克尔 25' | 場館： 红牛竞技场 入場人數： 47,069 ： 菲利克斯·布里希 |

### 决赛
决赛于2022年5月21日在柏林的奥林匹克体育场举行。
| 弗赖堡 | 1–1 （加時賽） | RB莱比锡                  |
| ------ | -------------- | ------------------------- |
| - 19'  | 報告           | - 76'                     |
|        |                |                           |
| -      | 2–4            | 進球 · 進球 · 進球 · 進球 |

## 射手榜
| 排名 | 球员               | 俱乐部         | 入球 |
| ---- | ------------------ | -------------- | ---- |
| 1    | 罗伯特·格拉策尔    | 汉堡           | 5    |
| 2    | 马克西米利安·拜尔  | 汉诺威96       | 4    |
| 2    | 馬克西姆·舒波-莫廷 | 拜仁慕尼黑     | 4    |
| 2    | 挪威               | 普鲁士多特蒙德 | 4    |
| 2    | 米洛什·潘托维奇    | 波鸿           | 4    |
| 2    | 温琴佐·格里福      | 弗赖堡         | 4    |
| 2    | 法國               | RB莱比锡       | 4    |
| 8    | 德国               | 美因茨05       | 3    |
| 8    | 法國               | 科隆           | 3    |
| 10   | 共24人             | 共24人         | 2    |

## 电视转播及营销奖金
与去季一样，德国足协杯的所有比赛均在付费电视频道天空德国中直播。此外，德國公共廣播聯盟（ARD）旗下的德国电视一台也获得了赛事九场比赛的免费直播权，并由ARD负责选择具体的转播场次；德国体育一台则获准直播八分之一决赛前的四场焦点比赛。
第一圈比赛的每个参赛俱乐部的营销收入分成为128757欧元。 进入第二圈的俱乐部按计划可收入257514欧元。 至八分之一决赛，每队奖金增至515028欧元。 四分之一决赛俱乐部的奖金为1003805欧元，半决赛俱乐部的奖金则为2007610欧元。入围德国足协杯决赛的俱乐部奖金将另行确定。
| 入围阶段     | 每队奖金    | 每队奖金    |
| 入围阶段     | 阶段        | 合计        |
| ------------ | ----------- | ----------- |
| 第一圈       | 128,757 €   | 128,757 €   |
| 第二圈       | 257,514 €   | 386,271 €   |
| 八分之一决赛 | 515,028 €   | 901,299 €   |
| 四分之一决赛 | 1,003,805 € | 1,905,104 € |
| 半决赛       | 2,007,610 € | 3,912,714 € |